# 布朗氏海豬魚
布朗氏海豬魚，為輻鰭魚綱鱸形目隆頭魚亞目隆頭魚科的其中一種，分布於西澳大利亞海域，棲息深度可達30公尺，體長可達15公分，棲息在有遮蔽的海草床，以底棲性無脊椎動物為食，生活習性不明。